# Agylla
Agylla is een geslacht van vlinders uit de familie van de spinneruilen (Erebidae). De wetenschappelijke naam van dit geslacht werd voor het eerst voorgesteld door Francis Walker in een publicatie uit 1854.

## Soorten
- A. abrosa (Schaus, 1911)
- A. albivenis (Schaus, 1911)
- A. alboapicalis Laguerre, 2020
- A. aliena (Maassen, 1890)
- A. ampla (Draudt, 1919)
- A. analimacula (Daniel, 1953)
- A. analipunctaria (Daniel, 1955)
- A. argentea (Walker, 1863)
- A. argentifera (Walker, 1866)
- A. arthona (Schaus)
- A. asakurana (Matsumura, 1931)
- A. asra (Schaus, 1911)
- A. atra Laguerre, 2020
- A. auranticaria (Schaus, 1905)
- A. auraria (Dognin, 1892)
- A. barbicosta (Hampson, 1900)
- A. barbipalpia (Schaus, 1899)
- A. barbula (Dognin, 1911)
- A. basiflava (Semper, 1899)
- A. bioptera (Dyar, 1914)
- A. brunneipennis (Dognin, 1914)
- A. brunneostriata (Hampson, 1909)
- A. corcovada (Schaus, 1894)
- A. crassa (Dognin, 1911)
- A. cryptosema (Hampson, 1918)
- A. culminicola (Roepke, 1948)
- A. delicia (Schaus, 1905)
- A. dentifera (Hampson, 1900)
- A. dognini (Hampson, 1900)
- A. dyari (Beutelspacher, 1983)
- A. endocapnia (Hampson, 1914)
- A. endoloba (Hampson, 1911)
- A. erigone (Schaus, 1911)
- A. eriodes (Hampson, 1914)
- A. exscissa (Schaus, 1911)
- A. fasciculata (Walker, 1854)
- A. flavicornis (Rothschild, 1912)
- A. flavitincta (Dognin, 1899)
- A. foyi (Dognin, 1894)
- A. fulvithorax (Hampson, 1914)
- A. fusciceps (Hampson, 1914)
- A. gateri (Tams, 1928)
- A. gigas (Heylaerts, 1891)
- A. hampsoni (Dognin, 1904)
- A. hermanilla (Dognin, 1894)
- A. holochrea (Hampson, 1901)
- A. idolon (Dyar, 1912)
- A. interposita (Hampson, 1901)
- A. involuta (Hampson, 1900)
- A. joannisi (Talbot, 1932)
- A. maasseni (Dognin, 1894)
- A. madagascariensis (de Toulgoët, 1960)
- A. marcata (Schaus, 1894)
- A. marginata (Druce, 1885)
- A. megasema (Hampson, 1914)
- A. meteura (Hampson, 1914)
- A. molybdaenalis (Maassen, 1890)
- A. monoleuca (Walker, 1866)
- A. nigritia (Dognin, 1911)
- A. niphostibes (Dyar, 1914)
- A. nitidalis (Maassen)
- A. nivea (Walker, 1856)
- A. normalis (Dognin, 1914)
- A. nubens (Schaus, 1899)
- A. obliquisigna (Schaus, 1899)
- A. ochritincta (Dognin, 1914)
- A. ochrota (Dognin, 1910)
- A. oediphlebia (Hampson, 1914)
- A. perpensa (Schaus, 1894)
- A. phaeopasta (Dognin, 1907)
- A. poasia (Schaus, 1911)
- A. polysemata (Schaus, 1899)
- A. pseudobisecta (Rothschild, 1912)
- A. pulchristriata Kishida, 1984
- A. revoluta (Dognin, 1914)
- A. rotunda (Hampson, 1900)
- A. sanctaejohannis (Schaus, 1905)
- A. sanguivitta (Hampson, 1909)
- A. semirufa (Hampson, 1896)
- A. separata (Schaus, 1894)
- A. septentrionalis (Barnes & McDunnough, 1910)
- A. sericea (Druce, 1885)
- A. sinensis (Leech, 1899)
- A. sordida (Rothschild, 1912)
- A. stagnata Gibeaux, 1988
- A. steniptera (Hampson, 1911)
- A. stotzneri (Draeseke, 1926)
- A. strigula (Hampson, 1900)
- A. subcinerea (Schaus, 1911)
- A. subinfuscata (Draeseke, 1926)
- A. submacula (Schaus, 1911)
- A. subochracea (Dognin, 1914)
- A. subvoluta (Schaus, 1905)
- A. tobera (Dognin, 1894)
- A. tolteca (Schaus, 1889)
- A. trichosema (Dognin, 1914)
- A. tumidicosta (Hampson, 1900)
- A. tygriusa (Schaus)
- A. umbrifera (Felder, 1874)
- A. umbrosa (Dognin, 1894)
- A. venosa (Schaus, 1894)
- A. vittata (Leech, 1889)
- A. volzi (Weymer, 1909)
- A. xanthocraspidus (Rothschild, 1920)
- A. yuennanica (Daniel, 1953)
- A. zopisa (Dognin, 1894)
- A. zucarina (Dognin, 1894)